# Старе Будкі
Старе Будкі (пол. Stare Budki) — село в Польщі, у гміні Осек-Малий Кольського повіту Великопольського воєводства.
Населення — 169 осіб (2011).
У 1975-1998 роках село належало до Конінського воєводства.

## Демографія
Демографічна структура станом на 31 березня 2011 року:
|          | Загалом | Допрацездатний вік | Працездатний вік | Постпрацездатний вік |
| -------- | ------- | ------------------ | ---------------- | -------------------- |
| Чоловіки | 79      | 25                 | 51               | 3                    |
| Жінки    | 90      | 32                 | 44               | 14                   |
| Разом    | 169     | 57                 | 95               | 17                   |